# Дејан Мишковић (кошаркаш)
Дејан Мишковић (Инголштат, 13. фебруар 1974) бивши је српски професионални кошаркаш. 

## Приватни живот
Рођен је 1974. године у Инголштату у Западној Немачкој. Његови синови Никола (1999) и Новак (2001) такође су професионални кошаркаши.

## Каријера

### Клупска каријера
Мишковић је професионалну каријеру почео у Спартаку из Суботице за који је играо пет сезона у оквиру Прва лига СР Југославије, а након тога у Црвеној звезди и Атласу. У периоду од 1998. до 2000. године играо је за АЗС УМК Торун и Стал Остров Вјелкополски у Првој лиги Пољске. Мишковић је такође играо за руску Локомотиву Кубањ, Аполон Лимасол, Амстердам баскетбол и грчки Дукас. Професионалну каријеру завршио је у иранској кошаркашкој лиги где је играо за Шираз током сезоне 2009/2010.

### Репрезентативна каријера
Мишковић је био члан репрезентације СР Југославије до 22. године која је освојила бронзану медаљу на Европском првенству 1996. године у Турској. Током седам утакмица на првенству, просечно је бележио 9,3 поена, 4,7 скокова и 0,3 асистенције по утамици. Мишковић је играо и за репрезентацију Југославије до 16. година на Европском првенству за кадете, заједно са Предрагом Дробњаком, Сашом Дончићем, Харисом Бркићем, Златком Болићем и другима. На више од седам турнирских утамица просечно је постизао 9.3 поена по утакмици.

## Награде и трофеји

### Клуб
- Прва лига СР Југославије шампион : 1 (са Црвеном звездом: 1997–98)
- Холандска лига шампион : 1 (са Амстердам баскетбол: 2004–05)
- Куп Радивоја Кораћа другопласирани: (са Црвеном звездом: 1997—1998)

### Репрезентација
- Европско првенство до 22. године са Југославијом, 1996. године :

### Индивидуално
- Пољска лига: ол-стар играч 1999.[8]